# Muhammad Samir Abd ar-Rahman al-Chalil
Muhammad Samir Abd ar-Rahman al-Chalil (ur. 1977 w Damaszku) – syryjski polityk, od 2017 minister gospodarki i handlu zagranicznego.

## Życiorys
W latach 2015–2017 był wiceministrem gospodarki i handlu zagranicznego. Urząd ministra pełni od 2017 roku.